# Genealogie der von der protosinaitischen Schrift abgeleiteten Alphabete
Nahezu alle auf der Erde verwendeten Alphabete sind von der protosinaitischen Schrift abgeleitet, unter anderem das lateinische Alphabet, mit dessen Formen heute zahlreiche Sprachen geschrieben werden; aber auch solch entfernte Verwandte wie die Schriftsysteme des Hebräischen, des Arabischen, die Runen, Äthiopisch, die indische Devanagari-Schrift (noch nicht abschließend bewiesen) oder die Schriften der Philippinen und Indonesiens.
Außerdem gibt es einige aus diesen Schriften entwickelte Silbenschriften, zum Beispiel das Cherokee-Alphabet.

## Hinweise
Viele der Informationen in diesem Artikel stammen aus den Websites Ancient Scripts und Omniglot, die nicht immer übereinstimmen. Die Informationen zu den indischen Schriften stammen teilweise aus dem Buch Handbook of Literacy in Akshara Orthography.
In einigen Fällen kann keine direkte Buchstabe-zu-Buchstabe-Verbindung zwischen einer „Mutterschrift“ und ihren Abkömmlingen hergestellt werden. Die Positionierung einiger Familienmitglieder kann daher etwas umstritten sein, z. B. im Fall des georgischen oder des tibetischen Alphabets.
Zu den einzelnen Einträgen:
- Fett: Schriften, die heute noch in Verwendung sind, sind fett hervorgehoben.
- Kursiv: Obwohl viele dieser Schriften oft allgemein als „Alphabete“ bezeichnet werden, sind nur die sogenannten Abdschads richtige Alphabete. Die von der Linguistik als Abugidas und Halbsilbenschriften bezeichneten Schriftsysteme sind kursiv dargestellt.
- Die Jahreszahlen sollen das ungefähre „Geburtsdatum“ einer Schrift angeben. Sie sind in vielen Fällen nur grobe Schätzungen (markiert durch „ca.“). Oft war die Entwicklung einer Schrift aus einer anderen ein jahrhundertelanger Prozess.
- In Klammern folgen die Namen eines oder zweier heutiger Länder, die die Region angeben, in der die Schrift erstmals in allgemeinem Gebrauch war.

## Genealogie
Wadi-el-Hol-Schrift bis protosinaitische Schrift – ca. 19. bis 16. Jahrhundert v. Chr. (Ägypten, Kanaan, Sinai)
- Ugaritische Schrift – ca. 1500 v. Chr. (Syrien)
- Phönizisches Alphabet – ca. 1100 v. Chr. (Kanaan) – weitere Aufteilung: siehe unten
- „Thamudische Schrift“ – ? (Arabien)
- Altsüdarabische Schrift – ca. 900 v. Chr. (Jemen)
  - Altäthiopische Schrift – ca. 1. Jh. n. Chr. (Äthiopien, Eritrea)
    - Äthiopische Schrift – ca. 4. Jh. (Äthiopien, Eritrea)
- Altnordarabische Schrift – ca. 8. Jh. v. Chr. bis 6. Jh. n. Chr. (Saudi-Arabien, Jordanien, Syrien)

### Abkömmlinge des phönizischen Alphabets
Phönizisches Alphabet – ca. 1100 v. Chr. (Kanaan)
- Aramäisches Alphabet – ca. 800 v. Chr. (Aram, heute Syrien)
  - Hebräische Quadratschrift – ca. 300 v. Chr. (Juda)
  - Kuschana-Schrift – ca. 3. Jh. v. Chr. bis 2. Jh. n. Chr. (Afghanistan, Tadschikistan, Usbekistan, Kasachstan)
  - Kharosthi – ca. 250 v. Chr. (Pakistan, Afghanistan)
  - Brahmi-Schrift – ca. 250 v. Chr. (Indien, Sri Lanka) – weitere Aufteilung: siehe unten
  - Pahlavi-Schrift – ca. 200 v. Chr. (Nordostiran, Westchina)
    - Buch-Pahlavi – ca. 300 n. Chr. (Sassanidenreich, heute Iran)
      - Avestisches Alphabet – ca. 400 (Südwestiran)

  - Syrisches Alphabet – ca. 200 v. Chr. (syrischer Raum u. Mesopotamien, heute Irak)
    - Sogdisches Alphabet – ca. 100 n. Chr. (Usbekistan)
      - Georgisches Alphabet – ca. 100 ? (Georgien; nach Indizien, wie der Alphabet-Reihenfolge wohl eher Abkömmling der griechischen Schrift, siehe Artikel)
      - Manichäische Schrift – ca. 300 (Nordostiran)
      - Orchon-Runen – ca. 700 (Mongolei)
        - Ungarische Runen – ca. 900 (Ungarn)

      - Altuigurisches Alphabet – ca. 1000 (Nordwestchina)
        - Mongolische Schrift – ca. 1100 (Mongolei)
          - Galik-Schrift – 1587 (Mongolei, Innere Mongolei, China)
          - Mandschurische Schrift – 1599 (Nordostchina)

        - Klarschrift – 1649 (Nordwestchina)

  - Nabatäische Schrift – ca. 200 v. Chr. (heutiges Jordanien)
    - Sinaitische Schrift – ca. 2. Jh. n. Chr. (Sinai)
    - Arabisches Alphabet – ca. 400 n. Chr. (heutiges Jordanien, Nordarabien)

  - Mandäische Schrift – ca. 100 n. Chr. (Iran)
- Alphabete in Anatolien – ca. 800 v. Chr. (Anatolien)
- Griechisches Alphabet – ca. 800 v. Chr. (Griechenland)
  - Cumae-Alphabet – ca. 750 v. Chr. (Griechenland, Italien)
    - Etruskisches Alphabet – ca. 700 v. Chr. (Italien)
      - Venetisch – ca. 700 v. Chr. (Italien)
        - Runenalphabet – ca. 150 n. Chr. (Germanien, Skandinavien)

      - Lateinisches Alphabet – ca. 700 v. Chr. (Italien)
        - Faliskisch – ca. 400 v. Chr. (Italien)
        - Fraser-Alphabet – um 1915 (China)
        - Osage-Alphabet – 2006 (USA)

      - Oskisch – ca. 600 v. Chr. (Italien)

    - Messapisch – ca. 550 v. Chr. (Italien)

  - Gräko-Iberisches Alphabet – ca. 400 v. Chr. (Iberische Halbinsel)
  - Koptisches Alphabet – ca. 200 v. Chr. (Ägypten)
  - Gotisches Alphabet – ca. 300 n. Chr. (heutige Ukraine)
  - Armenisches Alphabet – 405 n. Chr. (Armenien)
  - Glagolitisches Alphabet – 862 n. Chr. (Bulgarien)
    - Kyrillisches Alphabet – ca. 940 (Bulgarien)
      - Altpermische Schrift – 1372 (Sibirien)
- Samaritanische Schrift – ca. 600 v. Chr. (Kanaan, dort insbes. Israel)
- Südlusitanische Schrift – ca. 600 v. Chr. (Iberische Halbinsel)
  - Südostiberische Schrift – ca. 400 v. Chr. (Iberische Halbinsel)
    - Nordostiberische Schrift – ca. 400 v. Chr. (Iberische Halbinsel und Gallien)
      - Keltiberische Schrift – ca. 200 v. Chr. (Iberische Halbinsel)
- Libysche Schrift – ca. 250 v. Chr. (Nordafrika)
  - Tifinagh-Schrift – ca. 250 v. Chr. (Nordwestafrika)
    - Neo-Tifinagh-Schrift – ca. 1965 n. Chr. (Marokko)

### Abkömmlinge der Brahmi-Schrift

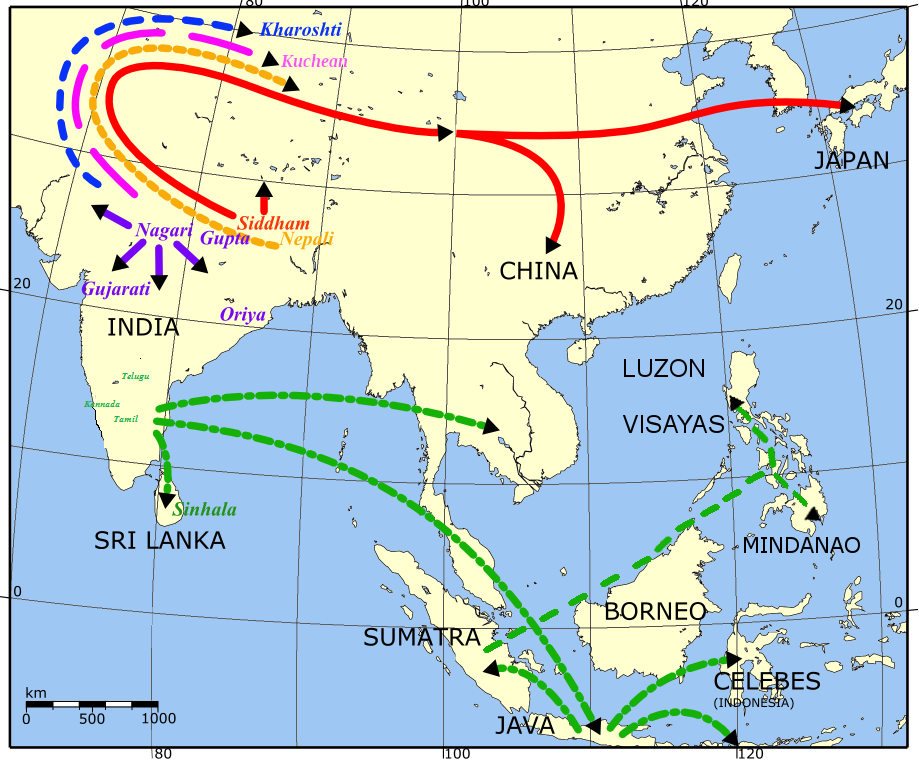
Ausbreitung des indischen Zweigs der Schriftfamilie von Indien bis Ostasien. Zu beachten ist, dass es sich bei „Nepali“ auf der Karte weder um Nepali noch dessen Schrift handelt. Die Ausbreitung von Siddham hängt nicht mit der Entwicklung der chinesischen oder japanischen Schrift zusammen.

Brahmi-Schrift – ca. 250 v. Chr. (Indien, Sri Lanka)
- Cham-Schrift – ca. 200 n. Chr. (Vietnam, Kambodscha)
- Gupta-Schrift – ca. 400 n. Chr. (Nordindien)
  - Mongolische Brahmi-Schrift – ca. 571–601 (Bugut- und Hüis-Tolgoi-Inschrift, Mongolei)
  - Siddham – ca. 600 (Nordindien)
    - Tibetische Schrift – ca. 650 (Tibet)
      - Phagpa-Schrift – 1269 (Mongolei)
      - Lepcha-Schrift – ca. 1700 (Bhutan)
        - Limbu-Schrift – ca. 1740 (Sikkim)

    - Nagari-Schrift – ca. 750 (Indien)
      - Devanagari – ca. 1100 (Indien)
        - Newari-Schrift (Ranjana) – ca. 1150 (Nepal)
          - Sojombo-Schrift – ca. 1686 (Mongolei)

        - Modi-Schrift – ca. 1600 (Indien)
        - Gujarati-Schrift – ca. 1600 (Indien)

    - Gaudi-Schrift – ca. 900 (Nordost Indien)
      - Bengalische Schrift – ca. 1050 (Ostindien, Bangladesch)
        - Oriya-Schrift – ca. 1100 (Ostindien)

    - Sharada-Schrift – ca. 770 (Pakistan)
      - Gurmukhi-Schrift – ca. 1539 (Pakistan, Nordindien)

- Vatteluttu – ca. 400 (Südindien)
  - Khmer-Schrift – ca. 600 (Kambodscha)
    - Thailändische Schrift – 1283 (Thailand)
      - Laotische Schrift – ca. 1350 (Laos)

  - Mon-Schrift – ca. 700 (Thailand, Burma)
    - Birmanische Schrift – ca. 1050 (Burma)
    - Lanna-Schrift – ca. 1350 (Thailand)

  - Kawi-Schrift – ca. 8. Jh. (Indonesien)
    - Javanische Schrift – ca. 900 (Indonesien)
    - Balinesische Schrift – ca. 1000 (Indonesien)
    - Altsundanesische Schrift – ca. 1300 (Indonesien)
      - Formal Sundanese script – 1997 (Indonesien)

    - Batak – ca. 1300 (Indonesien)
    - Baybayin – ca. 1300 (Philippinen)
    - Buhid-Schrift – ca. 1300 (Philippinen)
    - Hanunó'o-Schrift – ca. 1300 (Philippinen)
    - Tagbanuwa-Schrift – ca. 1300 (Philippinen)
    - Lontara – ca. 1600 (Indonesien)
    - Rejang-Schrift – ? (Indonesien)
    - Lampung – ? (Indonesien)
    - Kerinci-Schrift – ? (Indonesien)
- Kadamba Abugida – ca. 450 (Südindien)
  - Kannada-Schrift – ca. 1500 (Südindien)
  - Telugu-Schrift – ca. 1500 (Südindien)
- Kalinga-Schrift – ca. 500 (Ostindien)
- Grantha – ca. 500 (Südindien)
  - Singhalesische Schrift – ca. 700 (Sri Lanka)
    - Dhives Akuru – ca. 1100 (Malediven)

  - Tamil-Schrift – ca. 700 (Indien, Sri Lanka)
    - Saurashtra – ca. 1900 (Südindien)

  - Malayalam-Schrift – ca. 1100 (Südindien)
- Tocharisch – ca. 500 (Westchina)
- Ahom – ca. 1250 (Ostindien)